# ماكروليد

إريثروميسين.حلقة الماكروليد في القسم الأيسر العلوي

الماكروليد عبارة عن صنف من الأدوية في غالب الأحيان مضادّات حيويّة. تنشأ فاعلية هذه الأدوية من وجود حلقة ماكروليد macrolide ring، وهي عبارة عن حلقة ضخمة من اللاكتون، يرتبط بها جزيء أو عدة جزيئات من السكر منزوع الهيدروكسيل، وغالبا ما يرتبط كل من الكلادينوز والديسوسامين. عادة ما تتألف حلقة اللاكتون من 14 أو 15 أو 16 ضلع. تنتمي مجموعة الماكروليد إلى فئة متعدد الكيتيد من المنتجات الطبيعية. ولبعض الماكروليدات نشاط كـصاد حيويّ أو مضاد فطري وَتُستخدم في الأدوية الصيدلانيّة.

كلاريثروميسين

## أمثلة

### صادّات الماكروليدات الحيويّة
موافق عليها من قِبَل إدارة الغذاء والدواء الأمريكيّة :
- أزيثرومايسين - فريدٌ؛ فهو لا يُثَبّط بشدّة السيتوكروم 3أ4
- كلاريثروميسين
- إريثروميسين
- فيداكسوميسين
- تيلثروميسين

## آلية العمل
تنتمي مجموعة الماكروليد إلى فئة مثبطات تخليق البروتين، فهي تثبط تخليق البروتين الحيوي في البكتريا. يعتقد أن ذلك يتم بحجب ببتيديل ترانسفيراز Peptidyl transferase من إضافة الببتيديل المرتبط بنقال الرنا tRNA إلى الحمض الأميني التالي.

روكسيثروميسن